# Докучаев, Илья Игоревич
Илья́ И́горевич Докуча́ев (род. 28 августа 1971) — российский философ

, культуролог, правовед, художественный критик и публицист. Кандидат культурологии, доктор философских наук, профессор (2007), профессор РАО (2020), почетный член РАХ (2024). Автор концепции многоуровневого семиозиса (процесса создания и интерпретации знаков и текстов различного типа), понимаемого как априорная форма любого процесса человеческой деятельности, концепции исторических типов интерсубъективности: функционального и ролевого общения в традиционной и креативной культуре, концепции аксиологических оснований культуры, понимаемых как интегральная порождающая модель культурно-исторического типа. Переводчик философских работ немецкого феноменолога Людвига Ландгребе.

## Биография
Родился 28 августа 1971 года в Ленинграде. Детские годы провёл в городе Одесса.
В 1993 году с отличием окончил Российский государственный педагогический университет имени А. И. Герцена по специальности «русский язык и литература», факультет русской филологии и культуры. В 1996 году с отличием окончил факультет философской герменевтики Высшую религиозно-философскую школу по специальности «философия: философская герменевтика». В 2014 году окончил Российскую академию народного хозяйства и государственной службы при Президенте Российской Федерации по специальности «государственное и муниципальное управление». В 2015 году окончил Дальневосточный государственный университет путей сообщения по специальности «юриспруденция».
В 1997 году окончил аспирантуру кафедры художественной культуры РГПУ имени А. И. Герцена по специальности «теория и история культуры».
В 1997 году в РГПУ имени А. И. Герцена под научным руководством доктора философских наук, профессора М. С. Кагана защитил диссертацию на соискание учёной степени кандидата культурологии по теме «Семиотический анализ художественной культуры» (специальность 24.00.01 — «теория и история культуры»).
В 2003 году в РГПУ имени А. И. Герцена защитил диссертацию на соискание учёной степени доктора философских наук по теме «Общение в истории культуры: Методологический и типологический аспекты» (специальность 24.00.01 — «теория и история культуры»). Научный консультант — доктор философских наук, профессор М. С. Каган. Официальные оппоненты — доктор философских наук, профессор
К. Г. Исупов, доктор философских наук, профессор С. Т. Махлина, доктор философских наук, профессор А. Г. Щёлкин. Ведущая организация — Республиканский гуманитарный институт (ИППК-РГИ) Санкт-Петербургского государственного университета.
Преподавал в высших учебных заведениях Москвы, Санкт-Петербурга, Комсомольска-на-Амуре, Владивостока — РГПУ имени А. И. Герцена, Московском институте экономики, статики и информатики, Современном гуманитарном университете. Читал лекционные курсы «Эстетика», «Семиотика», «Риторика», «Введение в лингвистику», «Философия культуры», «История культурологии», «Источниковедение». В 1998 году для организации и развития культурологического образования был приглашён на работу в Комсомольский-на-Амуре государственный технический университет, где был заведующим кафедрой философии и социологии, а также в (2007—2015 годах) проректором по связям с общественностью и учебной работе. В 2007 году присвоено учёное звание профессора по кафедре философии. С 2015 года — профессор кафедры философии Дальневосточного федерального университета. С 2017 года — профессор и заведующий кафедрой гуманитарных и социальных дисциплин Международного банковского института. С 2018 года — профессор и заведующий кафедрой теории и истории культуры Российского государственного педагогического университета имени А. И. Герцена. В 2020 году присвоено почётное учёное звание профессора РАО по отделению общего среднего образования.
Проходил стажировку по философии в Амстердамском свободном университете, Институте «Открытое общество» и Европейском гуманитарном университете.
Является победителем многочисленных научных конкурсов, организованных РФФИ, РГНФ, Благотворительным фондом Потанина, фондом грантов Президента РФ и других. Организатор серии конференций и научных публикаций, посвящённых социально-культурному развитию Дальнего Востока России.
Основатель и заместитель главного редактора первого научного журнала в г. Комсомольске-на-Амуре «Учёные записки КнАГТУ». Главный редактор «Журнала интегративных исследований культуры». Член редакционных коллегий и советов научных журналов «Личность. Культура. Общество», «Вопросы культурологии», «Учёный совет», «Контекст и рефлексия», «Культура и цивилизация», «Власть и управление на Востоке России».
Активный участник экспертного сообщества России: федеральный эксперт РГНФ, эксперт международного класса и член экспертной группы по гуманитарным наукам Гильдии экспертов в сфере профессионального образования, аккредитованный эксперт Рособрандзора в сфере оценки качества подготовки обучающихся по программам высшего образования, член экспертно-аналитического совета по вопросам общественно-политического и социально-экономического развития Хабаровского края при губернаторе края. Эксперт Предметной комиссии по Обществознанию Санкт-Петербурга по проверке ответов участников экзаменов государственной итоговой аттестации по образовательным программам среднего общего образования. Член научно-методического совета по культурологии при Министерстве образования и науки РФ. Член Президиума ФУМО вузов России по образованию в области Философии, этики и религиоведения. Член Национального аккредитационного совета Нацаккредцентра - ведущей организации России в области профессионально-общественной аккредитации.
Председатель Комсомольского-на-Амуре отделения Российской социологической ассоциации в 2007—2015 гг., председатель Дальневосточного отделения Всемирной организации феноменологических организаций. Член президиума Научно-образовательного культурологического общества России в 2006—2019 гг. Член Президиума, председатель Уставной комиссии и председатель Санкт-Петербургского регионального отделения Российского философского общества.
Член ряда диссертационных советов Д 999.075.03 по философским наукам при Дальневосточном федеральном университете, по культурологии и искусствоведению Д 212.199.34 при Российском государственном педагогическом университете имени А. И. Герцена и по культурологии и искусствоведению Д 999.025.04 при Дальневосточном федеральном университете.
Автор более 150 научных и учебно-методических работ на русском и английском языках по вопросам семиотики, теории культуры, аксиологии, истории философии, теории коммуникации, современного состояния системы высшего образования в России, теории права, литературоведения и искусствознания, социально-экономического и культурного развития Дальневосточного региона России. Автор статей в научных журналах «Вопросы философии», «Личность. Культура. Общество», «Родина», «Вопросы культурологии».
Награжден грамотой Министерства образования и науки РФ за развитие Высшего образования на Дальнем Востоке России (2005 г.), грамотой главы города Комсомольска-на-Амуре «Премия года-2008» как лучший работник в сфере образования города, благодарственным письмом губернатора Хабаровского края за многолетний добросовестный труд по подготовке кадров для экономики края (2010 г.).
Лауреат Евразийской философской премии 2025, присуждаемой при поддержке Фонда Президентских культурных инициатив, в номинации "За лучшую Российскую философскую книгу" (лучшей книгой признана работа "Бытие и истина: Очерки конституологической метафизики")
4 сентября 2020 года стал учредителем и руководителем Общероссийской общественной организации содействия развитию культурологии "Российское культурологическое общество"
27 июня 2022 года избран заведующим кафедрой Онтологии и теории познания Института философии Санкт-Петербургского государственного университета
22 октября 2024 года избран почетным членом Российской академии художеств

## Научная деятельность
Ученик и последователь советского и российского философа и культуролога М. С. Кагана.
Создатель концепции исторических типов интерсубъективности: функционального и ролевого общения в традиционной и креативной культуре (монография «Введение в историю общения»), концепции аксиологических оснований культуры, понимаемых как интегральная порождающая модель культурно-исторического типа (монография «Ценность и экзистенция») и концепции многоуровневого семиозиса (процесса создания и интерпретации знаков и текстов различного типа), понимаемого как априорная форма любого процесса человеческой деятельности (монография «Феноменология знака»).
С. Т. Махлина отмечала: 
На основе своей концепции Докучаев выделяет четыре типа стилей: традиционно-парадигматический (классицизм, социалистический реализм), нетрадиционно-парадигматический (реализм и постренессансный реализм), традиционно-непарадигматический (романтизм и барокко), нетрадиционно-непарадигматический (импрессионизм). Проблема морфологии искусства оказывается весьма аргументированно обоснованной. Выявляя историческую типологию общения, его процессуальный характер Илья Игоревич Докучаев практически осмысляет выбранную тему в русле истории культуры. По-новому отражено осмысление общения в античных памятниках, комплексно преодолен европоцентризм. Анализируя историю общения в науке, историография правомерно ограничена рамками Нового и Новейшего времени. Им показана близость понятий «общение» и «бытие», их связь и взаимозависимость, исторические типы функционального общения, а также интерперсональное и ролевое общение. С семиотических позиций постулируются основные компоненты общения: его участники, канал взаимодействия и код его организации. Автор подчеркивает главенствующее значение в нём кодов и каналов общения, связанных с соответствующими этапами культуры Докучаев показывает отличие классических знаковых систем от естественного языка, парадоксальность которого заключается в том, что с помощью ограниченного количества средств практически возможно передать неограниченное число информации, хотя здесь есть свои пределы выразительности. Именно благодаря этому естественный язык – идеальное средство общения, хотя в культуре он дополняется множеством других языков. Логично поэтому рассмотрение характеристик общения людей в мире культуры. Представлена типология диалога культур. Автору удалось благодаря обширному материалу установить возникновение термина, показать модификации такого диалога. В связи с этим доказывается с приведением различных форм и видов, что не всегда общение ведёт к общности общающихся. Уточняя типы каналов общения, автор вводит семиотические категории. Выделены метакоды и коды общения.

## Оценки
М. С. Уваров в рецензии на монографию Докучаева «Ценность и экзистенция» высказал мнение, что он «принадлежит к новой генерации российских философов, вступивших на самостоятельный научный путь в конце 90-х годов». Отметив, что Докучаев в 31 год защитил докторскую диссертацию по философии («Общение в истории культуры», 2003) Уваров указал, что «это был не формальный, но весьма самостоятельный шаг на пути обретения творческого почерка». Кроме того Уваров вспоминая, что несмотря на то, что его «удивляло (и даже несколько настораживало) в авторе тогда, — это абсолютная самодостаточность философского письма (при чётком следовании определённой традиции) и ясно выраженная непримиримость к критике, которая автору казалась, скажем так, „не по делу“» тем не менее подчеркнул, что «именно эти „эгоистические“» качества помогли нашему автору стать значимой фигурой современной отечественной философии».
С. В. Чебанов в интервью журналу „Санкт-Петербургский университет“ отмечая, что «семиотика заявляет себя как всеобъемлющий взгляд на мир», указал, что «эта точка зрения ещё более радикально и последовательно развивается в нашей стране Ильёй Игоревичем Докучаевым, который рассматривает семиотические отношения как универсальные». Также он добавил, что «с этой точки зрения семиотика ничем не отличается от онтологии» и высказал мнение, что «такой подход имеет право на существование, но он не очень интересен, потому что, будучи универсальным, не позволяет уловить никакой специфики определённого сегмента реальности».
С. Е. Ячин посвятил критике ценностной концепции культуры И. И. Докучаева целую книгу "Критика аксиологического разума", обвинив его в том, что он не различает такие категории, как ценность и смысл, ценность и благо. В статье под таким же названием, как и монография, опубликованной в журнале "Вопросы философии", С. Е. Ячин писал: "Позиция И. И. Докучаева является показательной для «универсалистских притязаний» аксиологии. Как и все подобные притязания, она основана на стремлении в каком-то смысле объективировать ценности и представить их как человеческий (субъективный) способ отражения бытия. Здесь и проявляется основная особенность аксиологического разума: стремление подмять под ценности великую идею Блага, просто игнорируя их различный онтологический статус".
Г. П. Выжлецов назвал концепцию И. И. Докучаева самым ярким примером релятивизма в социальных и гуманитарных науках, совершенно неприемлемого с этической и онтологической точек зрения. Критике аксиологического релятивизма на примере работ И.И. Докучаева была посвящена серия статей, среди которых "Креативность культуры: Ценность и отчуждение", "Аксиология культуры на рубеже веков" и другие. В статье "Ценность и экзистенция в современной аксиологии" он писал: "Сторонники  распространенного  сегодня  субъективно-релятивистского  подхода  считают,  что  ценности  представляют  собой  некоммуницируемую  сокровенность  переживания... Проблема  заключается в том, что экзистенциальная реальность как  предельное  основание  субъективной  человеческой  реальности  неизбежно  требует  трансцендентного  обоснования,  чтобы  не  впасть  в  субъективистский  релятивизм, с одной стороны, и в теологический абсолютизм — с другой".

## Основные научные работы

### Монографии
- Докучаев И. И. Феноменология знака. Психические, социальные и культурные аспекты семиозиса. — СПб.: Издательство РГПУ имени А. И. Герцена, 1999. — 176 с. — ISBN 5-8064-0149-9.
- Докучаев И. И. Введение в историю общения. — Владивосток: Дальнаука, 2005. — 356 с. — ISBN 5-8044-0512-8.
- Докучаев И. И. Ценность и экзистенция: Основоположения исторической аксиологии культуры. — СПб.: Наука, 2009. — 598 с. — (Слово о сущем). — ISBN 978-5-02-026365-9.
- Докучаев И. И. Феноменология знака: избранные работы по семиотике и диалогике культуры. — СПб.: Наука, 2010. — 410 с. — (Слово о сущем). — ISBN 978-5-02-025443-5.
- Докучаев И. И., Мерецкий Н. Е. Аксиологические и гносеологические аспекты категории доказательства в системе права. — Владивосток: Дальнаука, 2015. — 360 с. — ISBN 978-5-8044-1513-7.
- Докучаев И. И. Дальний Восток России: история депопуляции и технологии её преодоления / ред. И. И. Докучаев. — Владивосток: Дальнаука, 2015. — 327 с. — ISBN 978-5-8044-1514-4.
- Докучаев И. И., Тхагапсоев Х. Г., Астафьева О. Н., Леонов И. В. Информационно-семиотическая теория культуры. Введение. — Санкт-Петербург: Астерион, 2020. — 208 с. — 500 экз. — ISBN 978-5-00045-882-2.
- Докучаев И. И., Мосолова Л. М. Теория и история культуры в РГПУ им. А. И. Герцена. 1988 - 2018. — Санкт-Петербург: РГПУ им. А. И. Герцена, 2021. — 468 с. — 500 экз. — ISBN 978-5-8064-3031-2.
- Докучаев И. И. Verordnete Arbeit – Gelenkte Freizeit. Muße in der Sowjetkultur?. — Tübingen: Mohr Siebeck, 2021. — 628 с. — ISBN 978-3-16160160-6.
- Докучаев И. И. Бытие и истина: очерки конституологической метафизики. — СПб.: Владимир Даль, 2023. — 361 с. — (Слово о сущем). — ISBN 978-5-93615-328-0.

### Статьи
- Докучаев И. И. Памятник Михаила Шемякина Петру Великому как социокультурный феномен // Петербург как феномен культуры: Сб. ст. — СПб., 1994. — С. 23—40.
- Докучаев И. И. Культурология как метод построения исторической типологии общения // Серия “Symposium”,	Методология гуманитарного знания в перспективе XXI века., Выпуск 12 / К 80-летию профессора Моисея Самойловича Кагана. Материалы международной научной конференции. 18 мая 2001 г. Санкт-Петербург. — СПб., 2001. — С. 199.
- Докучаев И. И. Исторические типы общения // Вестник Самарского государственного университета. Гуманитарный вып. — Самара, 2003. — № 1 (27).
- Докучаев И. И. История общения как предмет культурологии // Известия Российского государственного педагогического университета имени А. И. Герцена. Серия общественных и гуманитарных наук. — СПб., 2003. — Вып. 3 (5). — С. 190—195.
- Докучаев И. И. Звучащая философия: оксюморон или банальность // Звучащая философия. Сборник материалов конференции. — СПб.: Санкт-Петербургское философское общество, 2003. — С. 83—88.
- Докучаев И. И. История ценностей как предмет культурологии // Культурологические исследования’04: Сб. научных трудов. — СПб., 2004.
- Докучаев И. И. Кризис культуры XX века как проекция кризиса важнейших ценностей креативной культуры // Социальные и гуманитарные науки на Дальнем Востоке. — Хабаровск, 2006. — № 1 (9).
- Докучаев И. И. Онтологические основания морфологии культуры // Социальные и гуманитарные науки на Дальнем Востоке. — Хабаровск, 2007. — № 4 (16).
- Докучаев И. И. Ценности как кардинальный вид артефактов культуры // Социальные и гуманитарные науки на Дальнем Востоке. — Хабаровск, 2008. — № 3 (19).
- Докучаев И. И. Проза поэта: эволюция в истории литературного процесса (о философской сказке Бориса Гребенщикова «Иван и Данило») // Семиотическое пространство Дальнего Востока. — Комсомольск-на-Амуре, 2009. — С. 140—154.
- Докучаев И. И. Комсомольский-на-Амуре государственный технический университет. ... Мы создаём интеллектуальный потенциал города // Личность. Культура. Общество. — 2009. — Т. XI, № 3 (50). — С. 524—526.
- Докучаев И. И. Аксиологические основания культурно-исторических типов // Вопросы культурологии. — М., 2009. — № 3.
- Докучаев И. И. От поэтической философии к философской поэзии: новая книга Алексея Вольского по герменевтике культуры // Вопросы культурологии. — 2009. — № 10. — С. 83.
- Докучаев И. И., Веклич Ж. В. Аксиологические основания культурно-исторических типов // Вопросы культурологии. — 2009. — № 3. — С. 4—11.
- Докучаев И. И. Достоверность сквозь призму рефлексии // Учёные записки КнАГТУ. — Комсомольск-на-Амуре, 2010. — № 1. — С. 71—76.
- Докучаев И. И. Международная научная конференция «Социология и культурология: новые водоразделы и перспективы взаимодействия» // Учёные записки КнАГТУ. — 2010. — Т. 2, № 2. — С. 170—172.
- Докучаев И. И. Бытие и истина (ноэтические и ноэматические характеристики феномена бытия) // Личность. Культура. Общество. — М., 2010. — № 1.
- Докучаев И. И. Международная научная конференция «Социология и культурология: новые водоразделы и перспективы взаимодействия» // Личность. Культура. Общество. — 2010. — Т. XII, № 3 (57—58). — С. 358—361.
- Докучаев И. И. Умер лидер возрождения философской культуры в России // Учёные записки КнАГТУ. — 2010. — Т. 2, № 3. — С. 143—144.
- Докучаев И. И. Культурология как интегративная наука // Учёные записки КнАГТУ. — Комсомольск-на-Амуре, 2011. — № 1.
- Докучаев И. И. Трансгрессия и редукция: пути интеграции социально-гуманитарных наук и культурология // Вопросы культурологии. — М., 2011. — № 7. — С. 4—9.
- Докучаев И. И. Трансгрессия и редукция: пути интеграции социально-гуманитарных наук и культурология // Учёные записки КнАГТУ. — 2011. — Т. 2, № 5. — С. 76—81.
- Докучаев И. И. Моисей Самойлович Каган в моей жизни: воспоминания о философе и учителе // Учёные записки КнАГТУ. — 2011. — Т. 2, № 6. — С. 108—118.
- Докучаев И. И. Основания дедукции метафизических систем и проблема достоверности // Социальные и гуманитарные науки на Дальнем Востоке. — Хабаровск, 2011. — № 3 (31).
- Докучаев И. И. Глобальный перформанс: Контуры культуры XXI века // Вопросы культурологии. — М., 2011. — № 12. — С. 4—10.
- Докучаев И. И., Соловьёв В. А. Научно-техническое сопровождение социально-экономического развития районных центров ( по материалам г. Советская гавань) // Учёные записки КнАГТУ. — 2011. — Т. 1, № 8. — С. 115—117.
- Докучаев И. И. Позиции и амбиции. Рецензия на статью Д. В. Новикова «Лишние люди» как необходимый ресурс self-expansion of capital» // Учёные записки КнАГТУ. — 2011. — № II 2(6). — С. 97—98.
- Докучаев И. И. Отчёт о проведении международной научно-практической конференции «Дальний Восток России: сохранение человеческого потенциала и улучшение качества жизни населения».. — 2011. — Т. 2, № 8. — С. 108—114.
- Докучаев И. И. Виктор Порфирьевич Баженов. Памяти учёного и редактора. — 2011. — Т. 1, № 6. — С. 113—116.
- Докучаев И. И. Дискуссии и фальсификации. Ответ на статью А. В. Готноги «Проблема лишних людей»: Диалог мировоззрений" // Учёные записки КнАГТУ. — 2012. — № 1. — С. 106—109.
- Докучаев И. И. Сетевая культура как исторический тип // Учёные записки КнАГТУ. — Комсомольск-на-Амуре, 2012. — № 4. — С. 27—33.
- Докучаев И. И. Отчёт о проведении международной научно-практической конференции «Когнитивная целостность человека» // Учёные записки КнАГТУ. — 2012. — Т. 2, № 12. — С. 111—114.
- Докучаев И. И. Некролог. Ушёл из жизни доктор исторических наук, профессор, член редакционной коллегии нашего журнала Лев Николаевич Долгов // Учёные записки КнАГТУ. — 2012. — Т. 2, № 12. — С. 115—118.
- Докучаев И. И. Герменевтика доверия. Рецензия на книгу Евгении Валерьевны Савёловой «Миф и образование в структуре человеческого бытия и культуры». Хабаровск: Издательство Дальневосточного государственного гуманитарного университета, 2010. — 346 с. // Учёные записки КнАГТУ. — 2012. — Т. 2, № 9. — С. 110—115.
- Докучаев И. И. Памяти философа и друга. Ушёл из жизни Вячеслав Аркадьевич Сакутин // Учёные записки КнАГТУ. — 2013. — Т. 2, № 1 (13). — С. 121.
- Докучаев И. И. Феноменология интерсубъективности Э. Гуссерля и эстетика «Другого» М. М. Бахтина // Учёные записки КнАГТУ. — 2013. — № 1. — С. 62—66.
- Докучаев И. И. Культура как когнитивная сфера: семиотическое измерение // Социальные и гуманитарные науки на Дальнем Востоке. — Хабаровск, 2013. — № 1 (37).
- Докучаев И. И. Дифференциальная культурология и науки о культуре: проблема методологической дивергенции // Вопросы культурологии. — М., 2013. — № 6.
- Докучаев И. И. Шар бытия Парменида и круг истолкования Г.-Г. Гадамера // Учёные записки КнАГТУ. — 2013. — № 2. — С. 60—69.
- Докучаев И. И. Историческое и демоническое в судьбе художника (Парадоксы композиции романа М. Ю. Лермонтова «Герой нашего времени») // Учёные записки КнАГТУ. — 2014. — № 1.
- Докучаев И. И. Футляр Антона Павловича Чехова // Личность. Культура. Общество. — М., 2014. — № 3—4.
- Докучаев И. И. Аксиологические и гносеологические компоненты права как формы социальной культуры // Учёные записки КнАГТУ. — 2014. — Т. 2, № 4. — С. 82—85.
- Докучаев И. И. Ценность и социально-правовая норма как формы культуры // Власть и управление на Востоке России. — 2014. — № 3 (68). — С. 110—116.
- Докучаев И. И. Некролог. Михаил Семёнович Уваров // Учёные записки КнАГТУ. — 2014. — Т. 2, № 1 (17). — С. 128.
- Докучаев И. И. Историческое и демоническое в судьбе художника (парадоксы композиции Романа М.Ю.Лермонтова "Герой нашего времени"). // Учёные записки КнАГТУ. — 2014. — Т. 2, № 1 (17). — С. 62—64.
- Докучаев И. И. Субъективная сторона коррупционных правонарушений: корпоративный и персональный аспекты // Учёные записки КнАГТУ. — 2015. — № 2. — С. 88—92.
- Докучаев И. И. Мониторинг эффективности вузов России как радикальный метод реформы отечественного образования: политико-правовые аспекты // Учёные записки КнАГТУ. — 2015. — № 3 (23). — С. 91—95.
- Докучаев И. И. Тоталитаризм и авторитаризм: тенденции и перспективы // Вопросы культурологии. — М., 2015. — № 9.
- Докучаев И. И. Предмет социологии в системе социально-гуманитарного знания и наук о культуре // Вестник ТОГУ. — 2015. — № 3. — С. 215—220.
- Докучаев И. И. Иран — глобализация и поиск самоидентичности // The Newman in Foreign Policy. — 2015. — № 22 (66). — С. 3—7.
- Докучаев И. И. Социализм сегодня. Северная Корея — перспективный опыт или уникальный пережиток // Вопросы культурологии. — М., 2015. — № 11.
- Докучаев И. И. Традиционная культура сегодня: Иран — глобализация и поиск самоидентичности // Вопросы культурологии. — М., 2015. — № 12.
- Докучаев И. И. Феномены “мертвого корпуса” и “живой плоти” в структуре экзистенциального опыта тела // Вопросы философии. — М., 2016. — № 6.
- Докучаев И. И. Метафизические и феноменологические основания и итоги региональной онтологии // Гуманитарные исследования в Восточной Сибири и на Дальнем Востоке. — Владивосток, 2016. — № 2. — С. 106—112.
- Докучаев И. И. Перформанс и культура: морфология и историческая типология способов разрешения экзистенциального противоречия // Международный журнал исследований культуры. — СПб., 2016. — № 2.
- Докучаев И. И. Категория ценности и аксиология как проект исследования культуры в истории философии, социального и гуманитарного знания XX века (заметки на полях статьи С. Е. Ячина «Смысл и ценности. К критике теории ценности в современной философии») // Международный журнал исследований культуры. — СПб., 2016. — № 2.
- Докучаев И. И. Also sprach Husserl. Духовная биография Эдмунда Гуссерля, или диалектика феноменологических идей // Контекст и рефлексия, философия о мире и человеке. — М., 2016. — № 5.
- Докучаев И. И. Генетическая феноменология как метафизика истории, социального и культурного бытия // Культура и цивилизация. — М., 2016. — № 5.
- Докучаев И. И. Системный метод в метафизике М. С. Кагана (очевидность и конструкция как критерии построения региональной онтологии и формы бытия) // Вопросы культурологии. — М., 2016. — № 12.
- Докучаев И. И. Демаркация очевидности и конструкции как основание ответа на вопрос о бытии и истине в философии // Вестник Санкт-Петербургского университета. Философия и конфликтология. — СПб., 2017. — № 3.
- Докучаев И. И. Модели и моделирование в системе конструирования сущего // Гуманитарные исследования в Восточной Сибири и на Дальнем Востоке. — Владивосток, 2017. — № 1.
- Докучаев И. И. Понятие межкультурной коммуникации в теории и истории культуры // Вопросы культурологии. — М., 2017. — № 5—6.
- Докучаев И. И. Бытие как очевидность: феноменологическая редукция и ноэтико-ноэматическая корреляция // Личность. Культура. Общество. — М., 2017. — № 3—4.
- Докучаев И. И. Культурология на Дальнем Востоке России: неутешительные успехи // Вопросы культурологии. — М., 2018. — № 3.
- Докучаев И. И. Филологическая герменевтика как философский метод. Школа В. Г. Адмони и Н. О. Гучинской // Вопросы философии. — М., 2019. — № 11.
- Докучаев И. И.. Голохваст К. С., Соколов А. М. Virtual Reality and the Problem of Illusion // Вестник Санкт-Петербургского университета. Философия и конфликтология. — СПб., 2023. — № 1.

## Научно-популярные издания и публицистика
Книги
- Докучаев И. И. Persona Grata. Комсомольский-на-Амуре государственный технический университет в лицах: книга-интервью : публикуется в связи с 55-летием со дня основания КнАГТУ. — Комсомольск-на-Амуре.: Изд-во КнАГТУ, 2010. — 210 с. — 500 экз. — ISBN 978-5-7765-0854-7.
- Докучаев И. И. Эдмунд Гуссерль. — Санкт-Петербург: Наука, 2017. — 288 с. — (Мыслители прошлого). — 3000 экз. — ISBN 978-5-02-039597-8.
- Докучаев И. И. Реформы и агония. Очерки истории высшего образования в постсоветской России. — Санкт-Петербург: Астерион, 2017. — 168 с. — 500 экз. — ISBN 978-5-00045-431-2.
- Докучаев И. И., Богатырев Д. К. Провинциализация империи. Очерки истории образования в постсоветской России. — Санкт-Петербург: РХГА, 2023. — 236 с. — 500 экз. — ISBN 978-5-907613-83-6.

Статьи
- Докучаев И. И. Комсомольский-на-Амуре государственный технический университет: мы создаём интеллектуальный потенциал города // Родина. — М., 2012. — № 5.
- Докучаев И. И. Да — реформам, нет — унификации // Аккредитация в образовании. — М., 2012. — № 2 (54).
- Докучаев И. И. Российское образование в эпоху реформ на рубеже XX-XXI веков: функции системы и среды // Учёный совет. — М., 2014. — № 8.
- Докучаев И. И. Экспертная оценка сайтов учебных заведений // Учёный совет. — М., 2014. — № 9.
- Докучаев И. И. Шесть принципов Болонской декларации и российское образование // Учёный совет. — М., 2014. — № 10.
- Докучаев И. И. Дистанционные технологии в сфере высшего гуманитарного образования: зарубежные образцы и российское восприятие // Учёный совет. — М., 2014. — № 12.
- Докучаев И. И. Мониторинг эффективности вузов России: оптимизация или реальность утраты отечественного образования? // Учёный совет. — М., 2015. — № 6.
- Докучаев И. И. Знания или компетенции? Культурно-исторический смысл реформы российского образования // Учёный совет. — М., 2016. — № 10.
- Докучаев И. И. Реформы и мифы, или Российское образование в поисках самоидентификации // Учёный совет. — М., 2017. — № 4.

## Учебные издания
- Докучаев И. И.,  Каган М. С. Этнос, общение, ценность. Материалы спецкурсов. Вып. 1. — Санкт-Петербург: Астерион, 2004. — 144 с.
- Докучаев И. И. Общение и коммуникация в истории культуры. Теория межсубъектного взаимодействия: учебное пособие для студентов специальностей 020600 "Культурология" и 620100 "Лингвистика и межкультур. коммуникация" вузов региона. — Комсомольск-на-Амуре: Изд-во КнАГТУ, 2005. — 144 с. — ISBN 5-7765-0434-1.
- Докучаев И. И.,  Костюрина Н. Ю. Канон в советской культуре 1930-1950-х годов: учебное пособие для студентов специальности 020600 "Культурология" вузов региона. — Комсомольск-на-Амуре: Изд-во КнАГТУ, 2006. — 80 с. — ISBN 5-7765-0149-0.
- Докучаев И. И.,  Воробец Л. В. Аксиология массовой культуры: учебное пособие для студентов направлений 031200 "Лингвистика и межкультурная коммуникация", 031400 "Культурология" вузов региона. — Комсомольск-на-Амуре: Изд-во КнАГТУ, 2008. — 117 с. — ISBN 978-5-7765-0648-2.
- Докучаев И. И.,  Чернышова Л. Д. Аксиология тоталитарной культуры. Учебное пособие. — Комсомольск-на-Амуре: Изд-во КнАГТУ, 2015. — 228 с. — ISBN 978-5-7765-1165-3.
- Докучаев И. И. Аксиология культуры: учебное пособие для студентов высших учебных заведений, обучающихся по направлению 51.03.01 (033000) "Культурология". — Владивосток: Изд-во ДВФУ, 2016. — 418 с. — ISBN 978-5-7444-3907-1.
- Докучаев И. И., Маранцман В. Г., Маранцман Е. К. и др. Методика обучения литературе. XXI век. — Санкт-Петербург: Изд-во РГПУ им. А. И. Герцена, 2019. — 238 с. — ISBN 978-5-9651-1230-2.
- Докучаев И. И. Человек и общество. Методические рекомендации и материалы по дисциплине «Обществознание». — Санкт-Петербург: Лань, 2023. — 140 с. — ISBN 978-5-507-46789-1.

## Переводы
- Ландгребе Л. Феноменология Эдмунда Гуссерля / Л. Ландгребе; пер. с нем. и англ. И. И. Докучаева, З. В. Фиалковского. – СПб. : Русский Міръ, 2018. – 384 с. – ISBN 978-5-904088-28-6
- Дильтей В. О возмождности всеобщей педагогики / В. Дильтей; пер. с нем. И. И. Докучаева. – СПб. : Журнал интегративных исследований культуры, 2021. – Т. 3. № 2. - С. 167 - 181. – DOI 10.33910/2687-1262
- Гуссерль Э. Идеи к чистой феноменологии и феноменологической философии. Книга 3: Феноменология и основы наук. / Э. Гуссерль; пер. с нем. И. И. Докучаева, Н. В. Пигиной, Е. А. Смолоногиной. – Калининград. : Балтийский федеральный университет, 2024. – 232 с - ISBN 978-5-9971-0893-9